# Dvorana Zlatorog
Lo Dvorana Zlatorog è una arena polivalente situata nella città di Celje. Ha una capacità di 5 191 spettatori.
L'Arena venne aperta nel 2003. Ospita le partite dell'RK Celje di pallamano. Nel 2013 ha ospitato le partite del gruppo C dei preliminari dell'EuroBasket 2013, mentre nel 2022 ha ospitato i turni preliminari del Campionato europeo femminile di pallamano.